# Café-concert du Géant

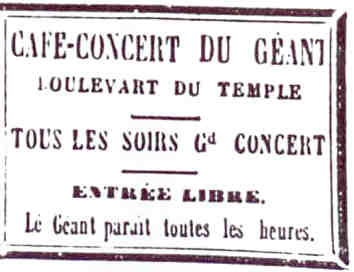
Publicité parue à l'occasion de la Mi-Carême 1863

Le Café-concert du Géant est un célèbre café-concert parisien, disparu en 1865.

## Description du Café-concert du Géant
Géo I. Snell écrit en 1898 :  
Le concert du Géant qui fut le prototype de ce que l'on était convenu d'appeler en 1860 les cafés-chantants, était situé boulevard du Temple, non loin du théâtre Déjazet. Le directeur en était le petit père Paris, que nous retrouvons en 1872 à la tête de Ba-Ta-Clan.
Le concert du Géant, qui dut son titre et sa vogue à la présence d'un gaillard qui mesurait près de 2 mètres 20, était fort convenablement installé. Au fond d'une longue galerie était située la scène, sur laquelle trônaient huit ou dix dames artistes d'une irréprochable tenue. Nulle, à de rares exceptions près, n'était dispensée de cette obligation qui, d'ailleurs, était de mode dans tous les cafés-chantants. Cette manière de parade a disparu depuis longtemps déjà, à Paris, et il ne reste guère à notre souvenance que les concerts des Champs-Élysées qui l'ont abolie depuis quelque cinq ans, et l'établissement Jullien, à Joinville-le-Pont, où elle subsiste encore.
Le géant circulait dans la salle en compagnie du général Tom Pouce et de la princesse Colibri, deux nains dont l'équipage, de la hauteur d'une chaise, était visible à l'entrée.
Le prix des places était abordable pour toutes les bourses grandes et petites et le public plus particulièrement composé d'employés, d'ouvriers, voire de petits-bourgeois, s'en donnait à cœur joie pour ses soixante centimes, consommation comprise ; il est juste de dire que les artistes de l'époque avaient des prétentions plutôt modestes et se contentaient, pour une soirée, du prix que perçoivent aujourd'hui, par couplet, nombre de nos sommités concertantes.
Et cependant, on y trouvait des artistes non dénués de talent : les documents que nous possédons, et qui datent de cette époque, mentionnent le succès qu'obtint Mme Cico, étoile de la troupe, et dont la sœur appartint plus tard à l'Opéra-Comique. Mme Petit était, parait-il, une romancière fort appréciée. Le comique Constant fit également la joie de nos parents ; cet artiste avait la spécialité des chansons à accessoires et ne paraissait jamais en scène sans un objet quelconque de sa fabrication; comme le bigophone était inconnu, Constant employait l'instrument cher à Diafoirus et un énorme télescope qui servait de sujet à l'une de ses chansons de prédilection.
Un second Constant, qui n'avait aucun lien de parenté avec le précité, se fit remarquer par ses romances-bouffes ; cet artiste, doué d'une voix des plus sympathiques, interprétait des paysanneries qui ne furent certainement pas une mince indication pour feu Ducastel. M. Pacra père (qu'il nous pardonne cette indiscrétion) et le regretté Arnaud, l'excellent comique méridional, contribuèrent également au succès de cet établissement.
Le concert du Géant, où défila une pléiade de véritables artistes, la plupart disparus aujourd'hui, fut détruit en 1865 par un incendie.

## Source
- Géo I. Snell, Le Concert du Géant, article paru dans L'Art lyrique et le music-hall. Journal indépendant des cafés-concerts, concerts et théâtres, 23 octobre 1898, page 6.

## Articles liés
- Café-concert
- Le Café-concert aux ambassadeurs